# Claremont (Virginia)
Claremont è un comune degli Stati Uniti d'America, situato nello Stato della Virginia, nella contea di Surry.